# Vidra (Alba)
Vadu Moților (anciennement : Vidra de Jos, en hongrois : Alsóvidra  ou Kisaranyos) est une commune du județ d'Alba, Roumanie qui compte 1 691 habitants.
La commune est composée de 39 villages : Băi, Bobărești, Bogdănești, Bordeștii Poieni, Culdești, Dealu Goiești, Dos, Dosu Luncii, Dosu Văsești, Drăgoiești-Luncă, Ficărești, Gligorești, Goiești, Haiducești, Hărăști, Hoancă, Jeflești, Lunca, Lunca Bisericii, Lunca de Jos, Lunca Goiești, Lunca Vesești, Modolești, Nemeși, Oidești, Pitărcești, Pleșcuța, Poieni, Ponorel, Puiulețești, Runc, Segaj, Urdeș, Valea Morii, Văsești, Vâlcăneasa, Vâlcești, Vârtănești et Vidra.

## Démographie
D'après le recensement de 2011, la commune compte 1 691 habitants, en forte baisse par rapport au recensement de 2002 où elle en comptait 1 964.
Lors de ce recensement de 2011, 95,11 % de la population se déclare roumaine (4,67 % ne déclare pas d'appartenance ethnique).

## Politique
| Période                                  | Période  | Identité              | Étiquette | Qualité |
| ---------------------------------------- | -------- | --------------------- | --------- | ------- |
| Les données manquantes sont à compléter. |          |                       |           |         |
| 2004                                     | En cours | Ioan Alexandru Resiga | PNL       |         |

| Parti | Parti                                                 | Sièges |
| ----- | ----------------------------------------------------- | ------ |
|       | Parti national libéral (PNL)                          | 5      |
|       | Parti social-démocrate (PSD)                          | 2      |
|       | Alliance des libéraux et démocrates (ALDE)            | 1      |
|       | Parti Mouvement populaire (PMP)                       | 1      |
|       | Union nationale pour le progrès de la Roumanie (UNPR) | 1      |
|       | Parti national paysan chrétien-démocrate (PNȚCD)      | 1      |